# Charaxes bocqueti
Charaxes bocqueti е вид пеперуда от семейство Многоцветници (Nymphalidae). Видът не е застрашен от изчезване.

## Разпространение
Разпространен е в Гана, Гвинея, Кот д'Ивоар и Сиера Леоне.